# Emese Szász
Emese Szász (Boedapest, 7 september 1982) is een Hongaars schermster.
In 2008 (Peking) en 2012 (Londen) neemt ze voor Hongarije deel aan de olympische zomerspelen op het onderdeel schermen.
Op de Olympische Spelen van 2016 in Rio de Janeiro behaalt Szász een gouden medaille op het onderdeel degen (schermen).
1996: Laura Flessel ·
2000: Tímea Nagy ·
2004: Tímea Nagy ·
2008: Britta Heidemann ·
2012: Jana Sjemjakina ·
2016: Emese Szász ·
2020: Sun Yiwen ·
2024: Vivian Kong